# Jacopo Sadoleto
Pour les articles homonymes, voir Sadoleto.
Jacopo Sadoleto, nom francisé autrefois en Jacques Sadolet (né le 12 juillet 1477 à Modène, en Émilie-Romagne - mort le 18 octobre 1547 à Rome) est un religieux italien du début du XVIe siècle, cardinal, qui fut un humaniste et l'un des écrivains italiens les plus distingués de la Renaissance.

## Biographie
Son père, Giovanni Sadoleto, savant jurisconsulte et successivement professeur de droit aux académies de Pise et de Ferrare, prit soin de sa première éducation.
Doué d'une grande vivacité d'esprit et d'une mémoire fort heureuse, il fit de rapides progrès dans les langues grecque et latine, la poésie, l'éloquence et la philosophie. Il suivit les leçons que Niccolò Leoniceno et se lia dès lors d'amitié avec Pietro Bembo. Le père de Sadoleto aurait désiré lui voir embrasser la profession d'avocat, mais il lui permit enfin d'aller à Rome se perfectionner par la fréquentation des artistes et des savants. Il y trouva moins un protecteur qu'un ami dans le cardinal Oliviero Carafa, qui le prit pour secrétaire et lui fit obtenir un canonicat du chapitre Saint-Laurent in Damaso, que Sadoleto laisse par la suite à son frère Giulio Sadoleto.
Cependant, il se livrait avec ardeur à la culture des lettres. Les leçons de Scipione Carteromaco (voir : Forteguerri) le familiarisaient avec la langue grecque, et il se montrait assidu aux assemblées de l'académie romaine, qui réunissaient les hommes les plus éminents par leur naissance et leur érudition. Après la mort du cardinal Carafa, Sadolet accepta les offres de Frédéric Frégose, archevêque de Salerne ; mais Léon X, appréciateur de ses talents, parvenu au trône pontifical, le choisit avec Pietro Bembo pour ses secrétaires. Cet emploi ne détourna point Sadolet de l'étude et il continua d'assister aux réunions littéraires dont il était l'un des ornements.
Les savants se ressentirent de son crédit, et plusieurs lui durent des pensions ou des bénéfices, mais il ne sollicita jamais aucune faveur pour lui-même. Il fit un pèlerinage à Notre-Dame de Lorette, en 1517, pour satisfaire sa dévotion. Pendant son absence, le pape le nomma évêque de Carpentras rôle qu'il assuma pendant presque un quart de siècle de 1517 à 1540.
Adrien VI ne partageait pas le goût de son prédécesseur pour la littérature. Nourri dans la sévérité des anciennes méthodes scolastiques.
Retiré dans une campagne voisine de Rome, Sadoleto attendait les ordres du pontife. Il se rendit à Carpentras au mois d'avril 1523, mais Clément VII, en arrivant au pontificat, se hâta de le rappeler et de le rétablir dans son emploi. Il n'accepta qu'avec la réserve qu'il retournerait au bout de trois ans dans son diocèse. La bienveillance que lui témoignait le nouveau pontife l'autorisait à lui donner des avis. Il voulut détourner Clément d'accéder à la ligue qui se formait contre Charles Quint et il l'avertit vainement des dangers auxquels l'exposerait cette imprudence.
Sadoleto quitta Rome en 1527, vingt jours avant le sac de cette ville par les troupes impériales. Son palais et ses meubles furent pillés par les soldats allemands ; mais sa bibliothèque, venait d'être embarquée sur un vaisseau qui faisait voile pour la France. La peste se déclara dans le bâtiment, auquel tous les ports furent fermés et cette collection, qu'il avait mis tant de soin à rassembler, disparut sans qu'on ait jamais su ce qu'elle était devenue.

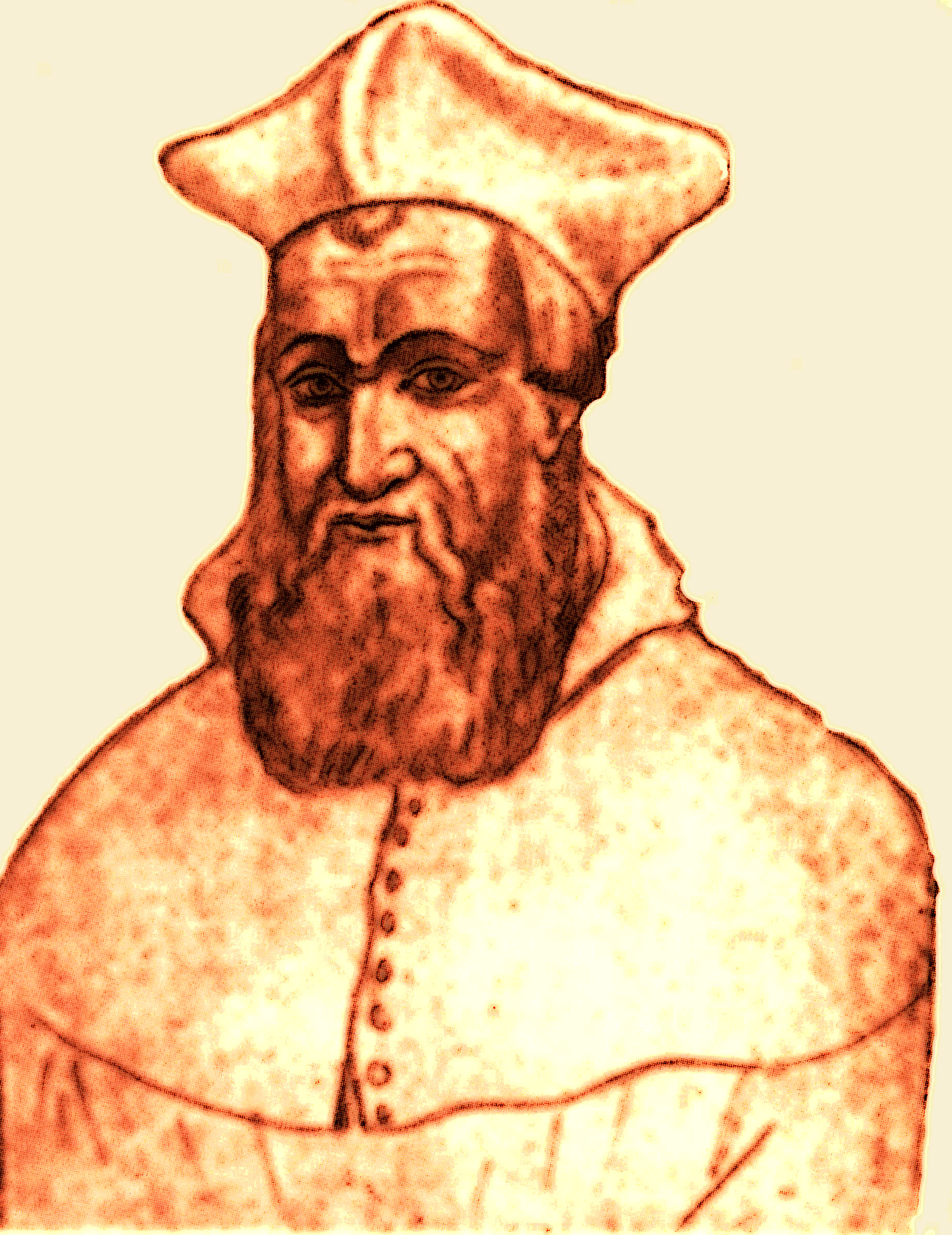
Jacques Sadolet, évêque de Carpentras, sanguine du Recueil d'Arras par Jacques le Boucq.

Son zèle pastoral s'étendit à tout ce qui pouvait intéresser les peuples que la Providence lui avait confiés. En même temps, qu'il les instruisit, il s'occupa de leurs besoins, les délivra des usuriers juifs et les défendit contre les mesures fiscales du légat d'Avignon. Quoiqu'il n'eût d'autre fortune que les revenus de son évêché, il fonda plusieurs écoles pour les enfants et trouva dans ses économies les moyens de soulager les infortunes qu'il parvenait à découvrir.
Paul III rappela Sadoleto à Rome en 1536 et l'adjoignit à la congrégation chargée de préparer les objets qui devaient être soumis au concile indiqué à Modène (malgré la publication le 2 juin de la bulle Ad Dominici gregis curam, qui fixait son début au 22 mai 1537, celui-ci ne s'ouvrit finalement qu'en 1545, à Trente). Dès que ce travail fut terminé, Sadoleto se disposa à revenir dans son diocèse ; mais le pape le retint et le créa cardinal au mois de décembre 1536.
À peine rétabli d'une maladie grave, Sadoleto suivit le pape en 1538, à Nice, où Charles-Quint devait avoir une entrevue avec François Ier, et il contribua  à la trêve que jurèrent ces deux princes. Ce fut de Carpentras qu'il écrivit en 1539 une lettre aux Genevois qui avaient embrassé le protestantisme en 1536. Celle-ci fut éditée à Lyon la même année. Elle suscita une réponse de Jean Calvin, en latin, puis en français, l’Épitre à Sadoleto (publiée à Genêve en 1540).
Rappelé à Rome en 1542, Jacopo Sadoleto fut envoyé près de François Ier pour engager le roi à la paix. Ce prince connaissait les vertus et les talents du légat. Après s'être acquitté de sa mission, Sadoleto revint à Carpentras ; mais le pape avait besoin de ses conseils dans les réunions préparatoires du concile de Trente. Le prélat retourna donc à Rome en 1543 ; il assista, l'année suivante, à la conférence du pape avec Charles-Quint, à Busseto (près de Parme), dans laquelle furent discutés les moyens d'amener la paix avec la France.
Tranquille désormais sur l'administration de son diocèse, qu'il avait remise à son neveu, il partagea le reste de sa vie entre ses devoirs et la culture des Lettres, et mourut à Rome le 18 octobre 1547. Il fut enterré, comme il l'avait demandé, sans aucune pompe, dans la basilique Saint-Pierre-aux-Liens, où ses neveux consacrèrent à sa mémoire une épitaphe rapportée par Niceron et Tiraboschi.

## Publications
Comme écrivain, Jacopo Sadoleto avait pris Cicéron pour modèle ; mais il ne poussait pas le purisme aussi loin que Bembo. L'édition la plus complète et la seule recherchée de ses œuvres est celle de Vérone, 1737 et années suivantes, 4 vol. in-4° ; elle contient seize ouvrages de Sadoleto dont Tiraboschi rapporte les titres dans la Bibl. Modenese, t. 4, p. 437-455.
On se contentera de citer les plus importantes, en suivant l'ordre de leur publication :
1. De liberis recte instituendis liber, Venise, 1533, in-8° ; Paris, Simon de Colines, même année, et Lyon, Sébastien Gryphe, 1535, in-8°. Cet ouvrage a été traduit en italien, Venise, 1745. C'est un traité complet de tout ce qui tient aux mœurs et à l'éducation littéraire des enfants. Bembe avait noté dans cet ouvrage quelques expressions qu'il ne croyait pas avoir été employées par des auteurs de la bonne latinité ; mais Sadolet les justifia toutes dans une lettre qu'a publiée Tiraboschi d'après l'autographe, conservée dans la bibliothèque Barberini.
2. Commentarius in epistolam S. Pauli ad Romanos, Lyon, 1535, in-fol. Cet ouvrage fut supprimé, à Rome, comme renfermant sur la grâce des sentiments conformes à ceux des semi-pélagiens. Sadolet se soumit à cette décision et retrancha les passages censurés. Il le fit réimprimer avec des corrections, en 1536 et en 1537 ; in-fol. Les bibliophiles ne recherchent la première édition qu'à cause de sa grande rareté. Ernesti cite avec éloge, dans Novissim. biblioth. theologica, t. 2, p. 923-925, une édition de Modène, 1771, in-4 que Tiraboschi ne paraît pas avoir connue.
3. Phaedrus sive de laudibus philosophiœ, libri duo, Lyon, S. Gryphe, 1538, in-4°. ;
4. Poemata, Leipzig, 1548, in-8°. On n'a qu'un petit nombre de pièces de Sadolet, parmi lesquelles on vante surtout le poème sur le dévouement de Curtius, et un autre dans lequel l'auteur décrit le groupe fameux du Laocoon. Coupé a donné, dans les Soirées littéraires, t. 3, p. 71, la traduction du début et de quelques fragments du Curtius et celle d'une Sylve adressée par Satolet à Octave et Frédéric Frégose.
5. Orationes. Les harangues de notre auteur appartiennent toutes à l'histoire civile ou religieuse de son siècle ; il n'en existe pas de recueils séparés.
6. Philosophicæ consolationes et meditationes in adversis. Cet opuscule est l'une des premières productions de l'auteur, puisqu'il est daté de Rome, le 26 octobre 1502. Il a été imprimé avec un ouvrage de Joachim Camerarius sur le même sujet, Francfort, [577, in-8°.
7. Epistolarum libri XVI ; ad Paulum Sadoletum liber unus ; vila ejusd. per Anton. Florebellum, Lyon, 1550, in-8°. Ce recueil de lettres de Sadolet, publié par Paul, son neveu, eut un très grand succès. L'édition la plus complète est celle qu'a donnée l'abbé Costanzi, Rome, 1759, 1760 et 1767, 5 vol. in-8°.
8. Ad principes populosque Germaniæ exhortatio gravissima, ut desertis abjectis et pestilentissimis heresium insaniis in gremium catholicæ et apostolicæ Christi ecclesiæ redeant, Dillingen, Sebald Mayer, in-12. Il existe de cet ouvrage des exemplaires sur vélin ; la bibliothèque de Paris en possède un (voir le Catalogue publié par Van Praet, t. 4, p. 42).

## Sources
- « Jacopo Sadoleto », dans Louis-Gabriel Michaud, Biographie universelle ancienne et moderne : histoire par ordre alphabétique de la vie publique et privée de tous les hommes avec la collaboration de plus de 300 savants et littérateurs français ou étrangers, 2e édition, 1843-1865 [détail de l’édition]